# Boissa
Boissa (en francès Bouisse) és un municipi de França de la regió d'Occitània, al departament de l'Aude.